# 宮崎雄行
宮崎 雄行（みやざき ゆうこう、1926年3月13日 - 2006年12月14日）は、日本のイギリス文学者、詩人である。武蔵大学名誉教授。
イギリス文学の研究・教育を進めるとともに、小川国夫らの雑誌『青銅時代』に参加して詩の創作活動を行う。
詩集に、『黄金の雨』（1975年）、『泉聲』（1983年）、『幻の塔』（1990年）、『海山の光』（1996年）がある。

## 年譜
- 1950年3月 旧制佐賀高等学校文科甲類卒業
- 1953年3月 東京大学文学部英文学科卒業
- 1955年3月 東京大学大学院単位取得退学
- 1954年4月 - 1962年3月 東京都立化学工業高等学校に教員として勤務
- 1962年4月 武蔵大学経済学部専任講師に着任
- 1964年4月 武蔵大学経済学部助教授に昇任
- 1969年4月 武蔵大学人文学部の創設に伴い、人文学部欧米文化学科助教授に配置転換
- 1971年4月 武蔵大学人文学部欧米文化学科教授に昇任
- 1977年3月 - 1978年3月 武蔵大学附属図書館館長を務める
- 1991年3月 武蔵大学人文学部欧米文化学科を定年退職
- 1991年4月 武蔵大学人文学部に特別任用教授として勤務
- 2006年12月 死去。享年80。